# Фрайталь
Фрайта́ль (нім. Freital) — місто зі стасусом великого районного, розташоване у землі Саксонія у Німеччині. Підпорядковане земельній дирекції Дрезден. Входить до складу району Саксонська Швейцарія — Східні Рудні Гори. Населення —  39 405 мешканців (на 31 грудня 2020). Площа — 40,53 км². Офіційний код району — 14 6 28 110.

## Історія
Історія Фрайталю починається 1 жовтня 1921 року. Тоді три сусідні селища Дойбен, Делен та Почаппель об'єдналися в одну адміністративну одиницю, і їм було присвоєно статус міста. Назву «Freital» було обрано на конкурсній основі, з німецької перекладається як «Вільна долина». Наступного 1922 року до них приєдналося селище Цаукероде. Базою для розвитку міста стали процвітаючі в той час ливарне виробництво (сталь) та вугільна промисловість.

## Адміністративний поділ
Місто поділяється на 7 міських районів:
- Біркіг (Birkigt)
- Дойбен (Deuben)
- Делен (Döhlen)
- Бург (Burgk)
- Гайнсберг (Hainsberg)
- Почаппель (Potschappel)
- Цаукероде (Zauckerode)

### Населення

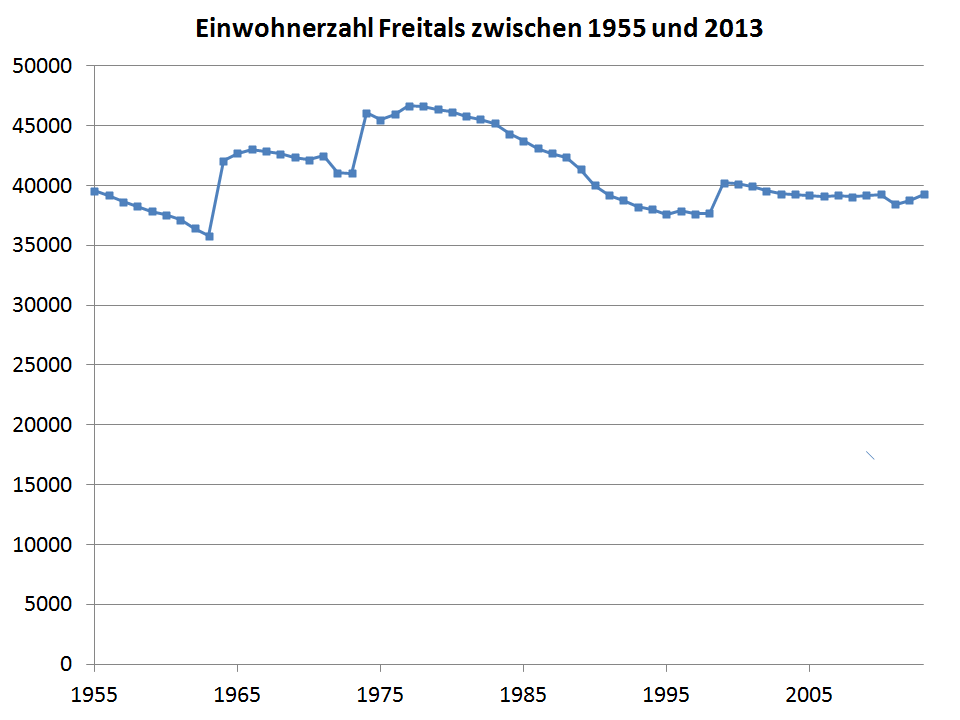
Діаграма населення

| Рік  | Населення |
| ---- | --------- |
| 1925 | 36 5581   |
| 1939 | 37 0612   |
| 1946 | 39 1593   |
| 1950 | 40 0484   |
| 1960 | 37 565    |

| Рік  | Населення |
| ---- | --------- |
| 1970 | 42 159    |
| 1980 | 46 149    |
| 1988 | 42 372    |
| 1990 | 40 033    |
| 1995 | 37 582    |

| Рік  | Населення |
| ---- | --------- |
| 2000 | 40 129    |
| 2005 | 39 174    |
| 2010 | 39 275    |
| 2012 | 38 7575   |